# Pork and Doughboy Point
Pork and Doughboy Point är en udde i Belize. Den ligger i distriktet Toledo, i den södra delen av landet, 120 km söder om huvudstaden Belmopan.